# Грос-Герау
Грос-Герау (нім. Groß-Gerau) — місто в Німеччині, районний центр, розташований в федеральній землі Гессен. Підпорядкований адміністративному округу Дармштадт. Входить до складу району Грос-Герау. Населення становить 23 541 осіб (на 31 грудня 2007 року). Займає площу 54,47 км². Офіційний код 06 4 33 006.

## Міста-побратими
- Бриньйоль, Франція (1959)
- Бруніко, Італія (1959)
- Тілт, Бельгія (1959)
- Шамотули, Польща (2000)

## Фото

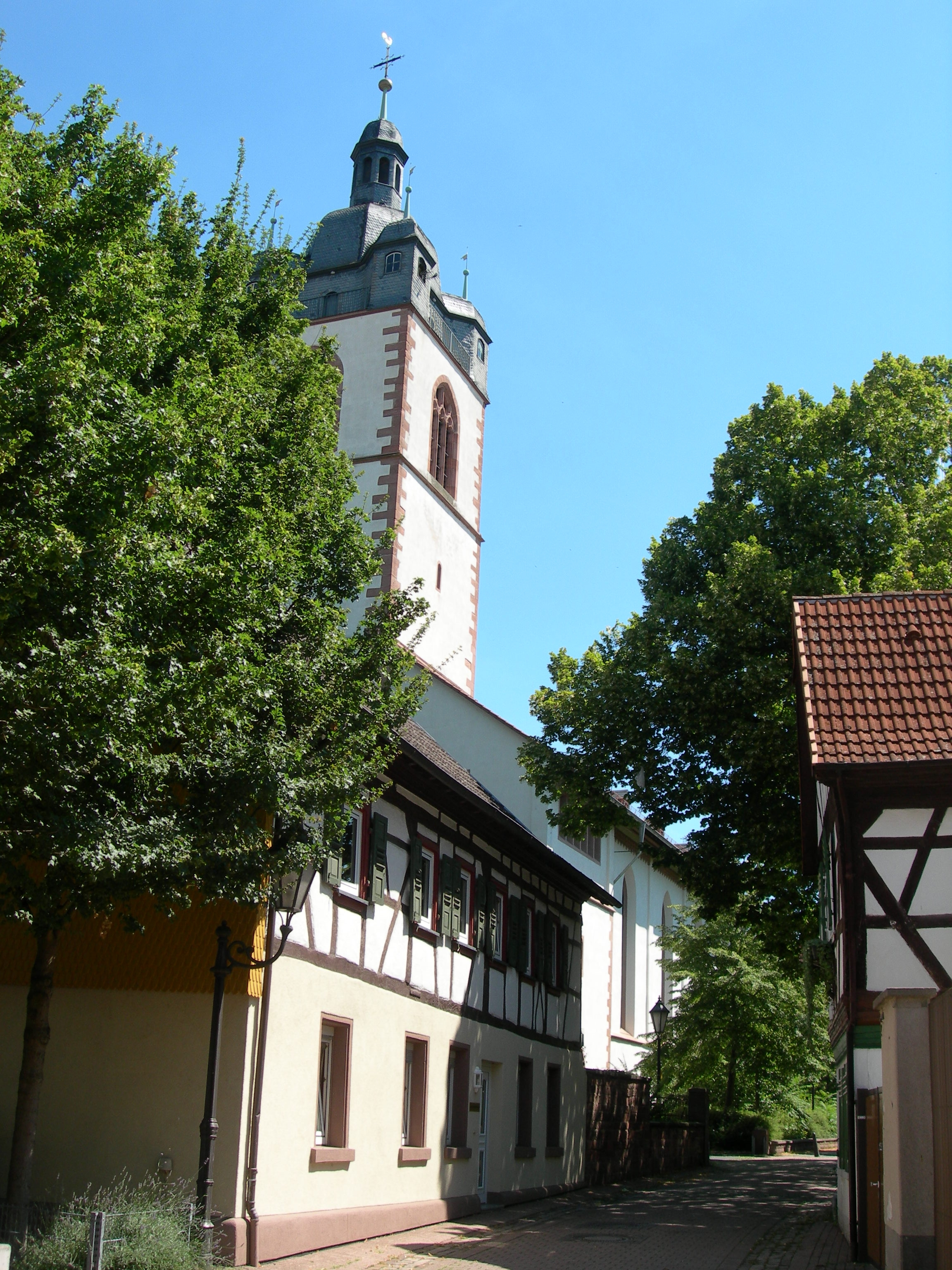
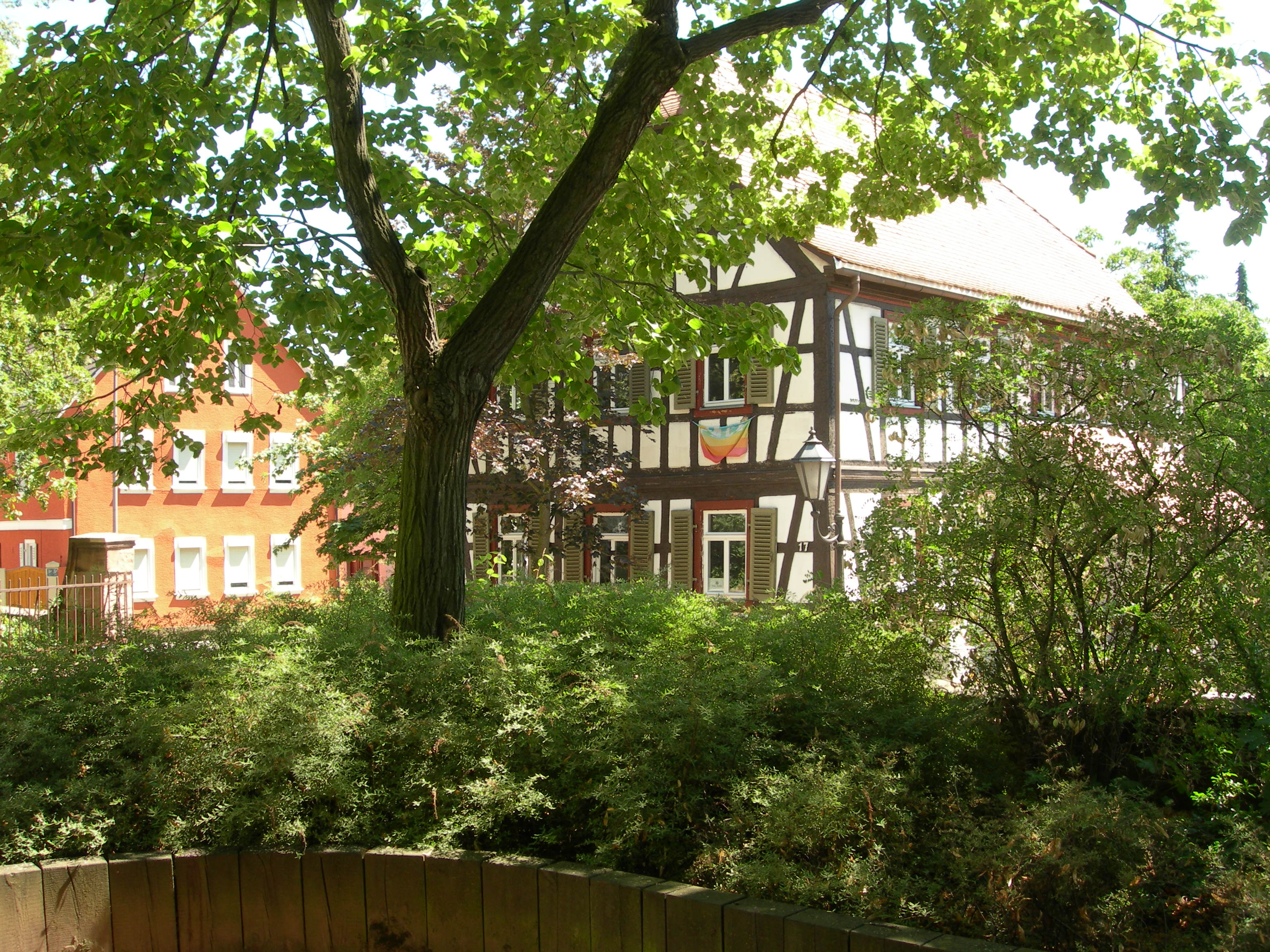
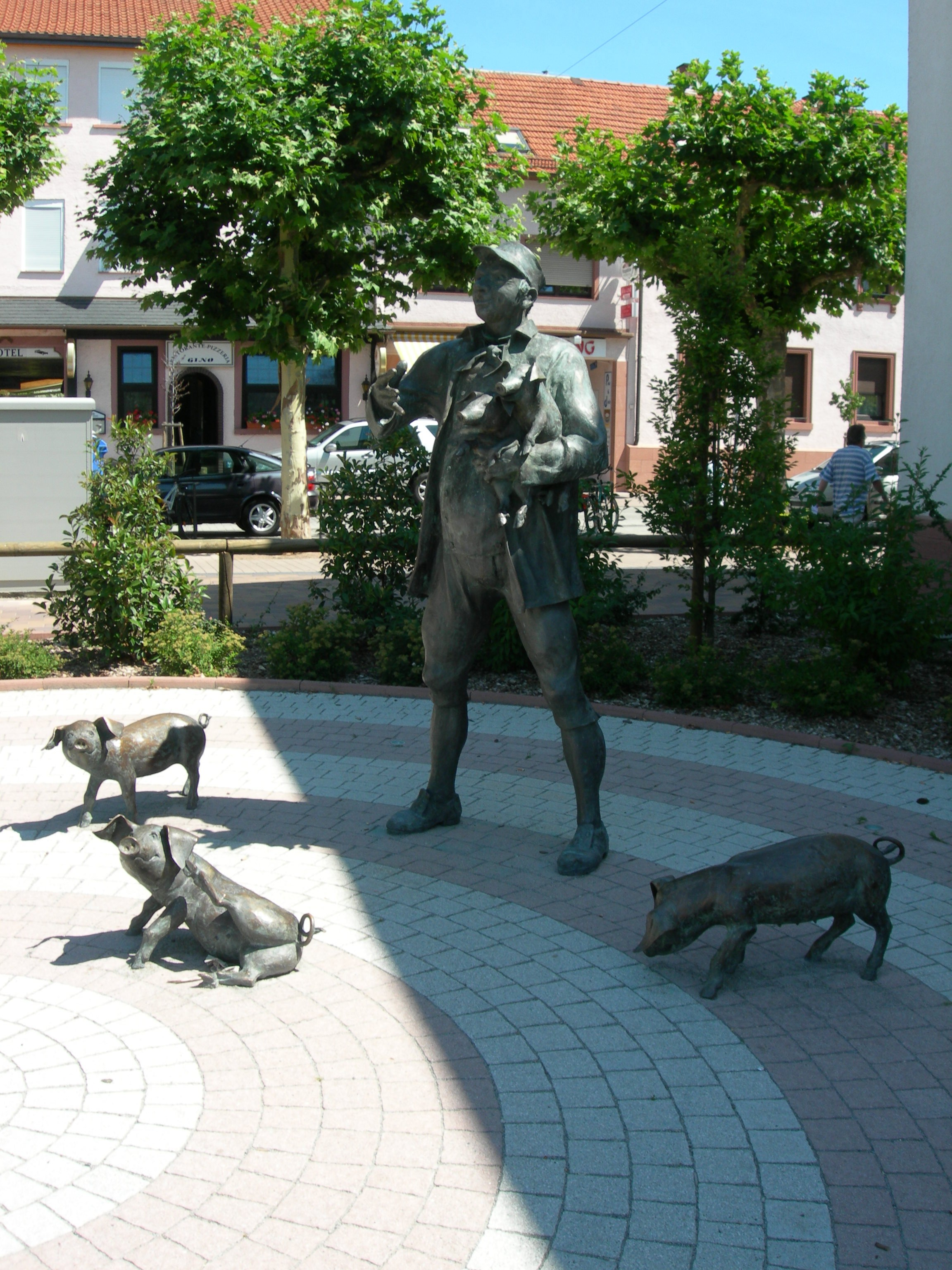
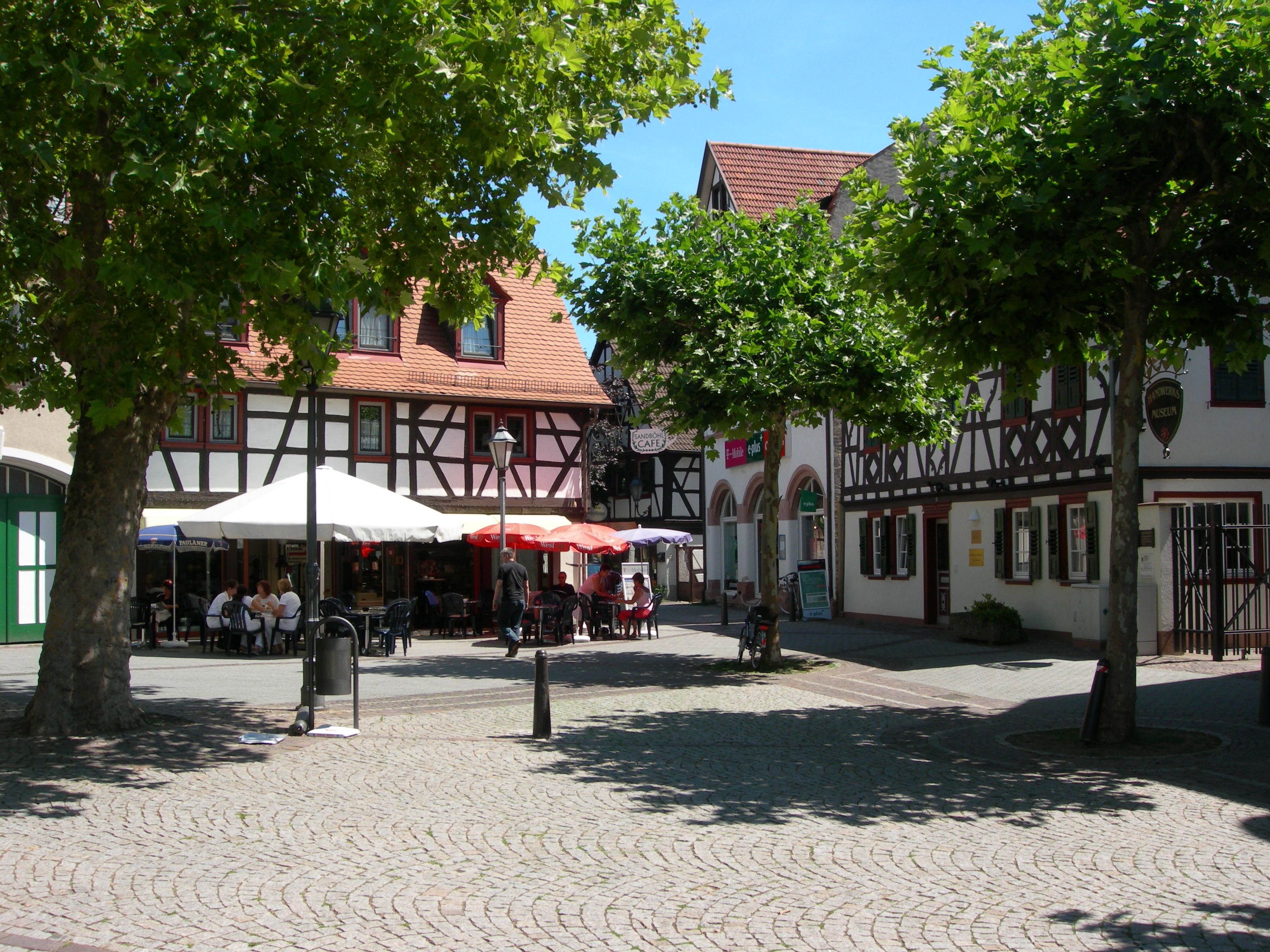
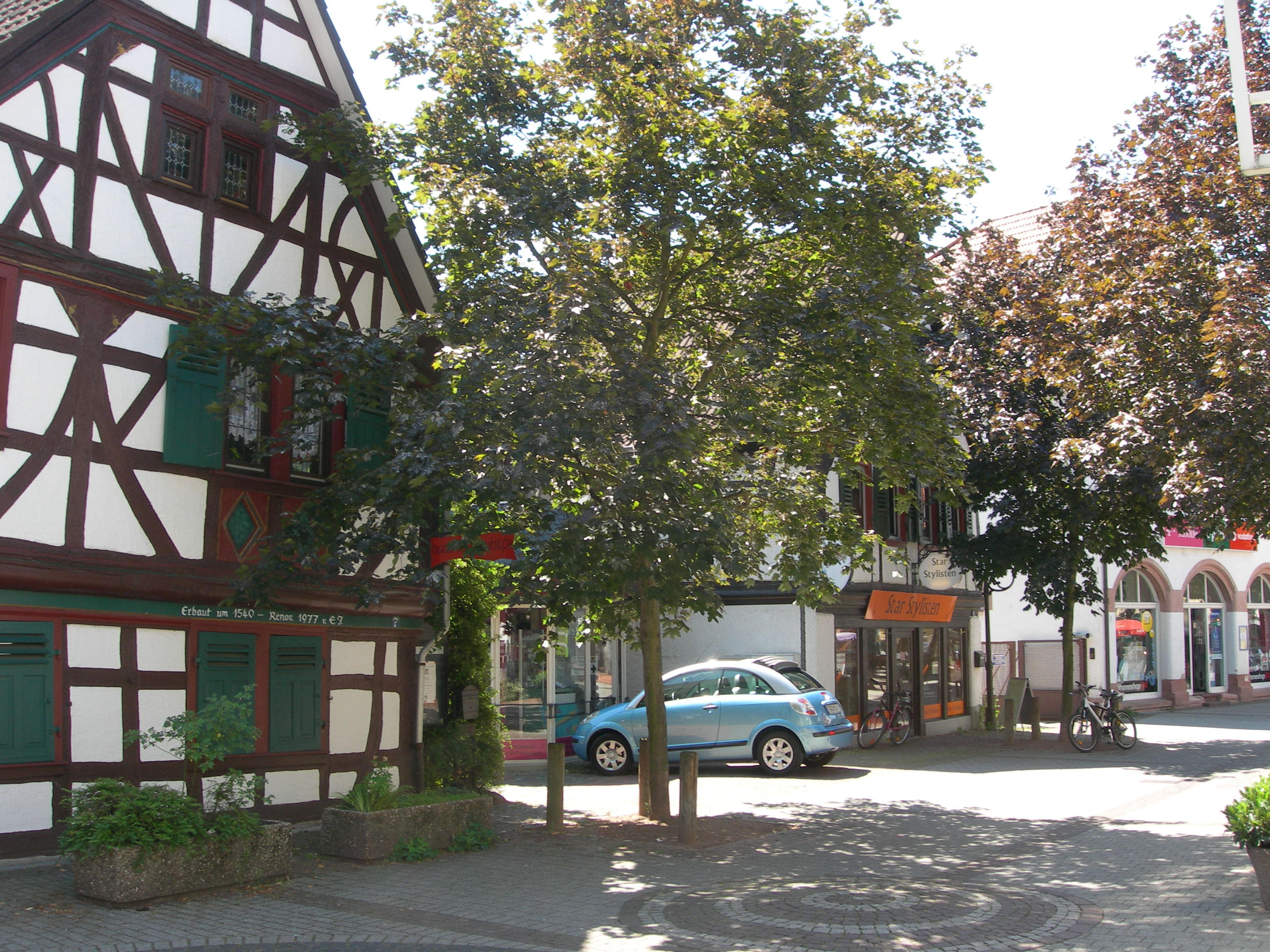
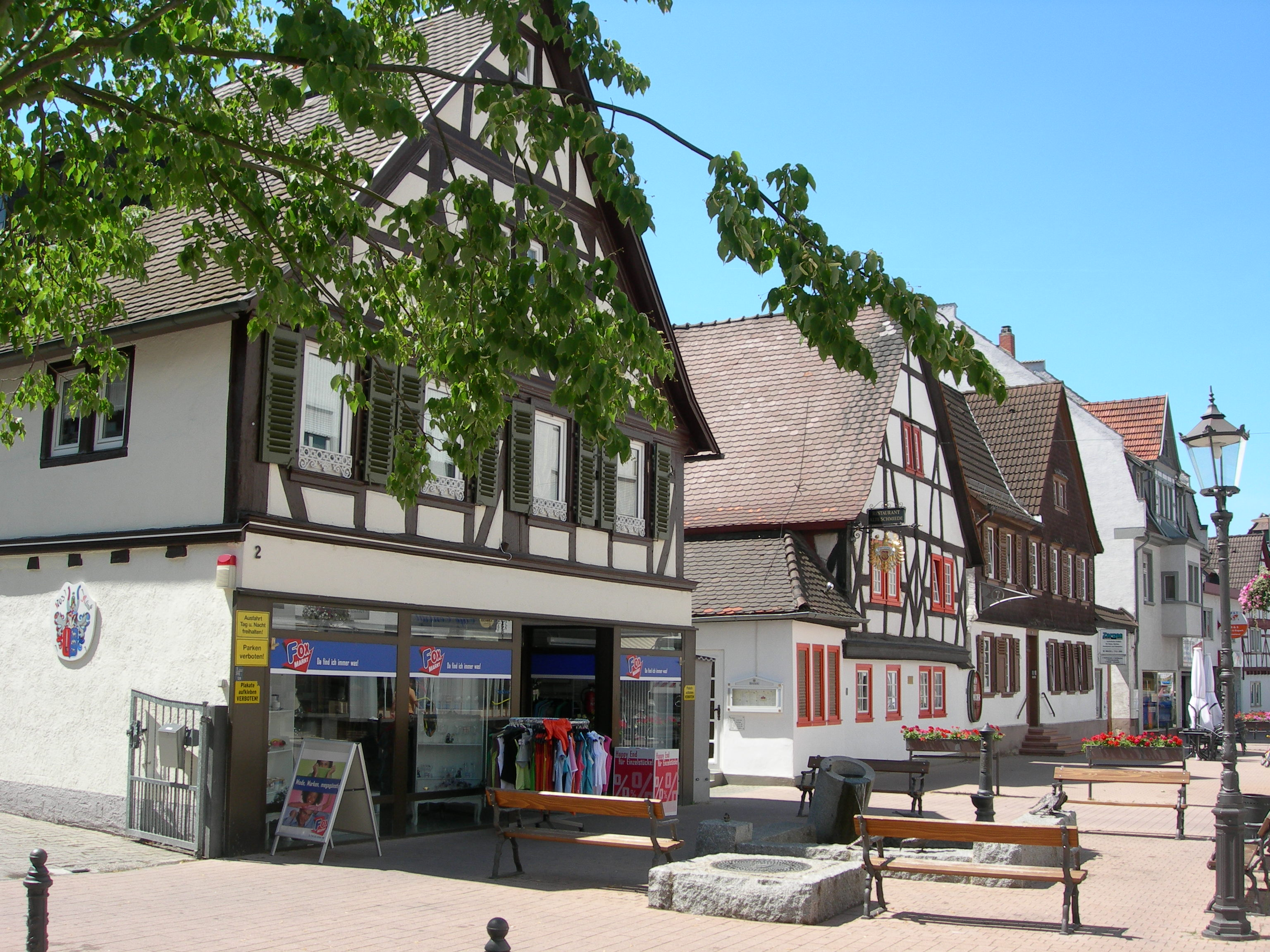
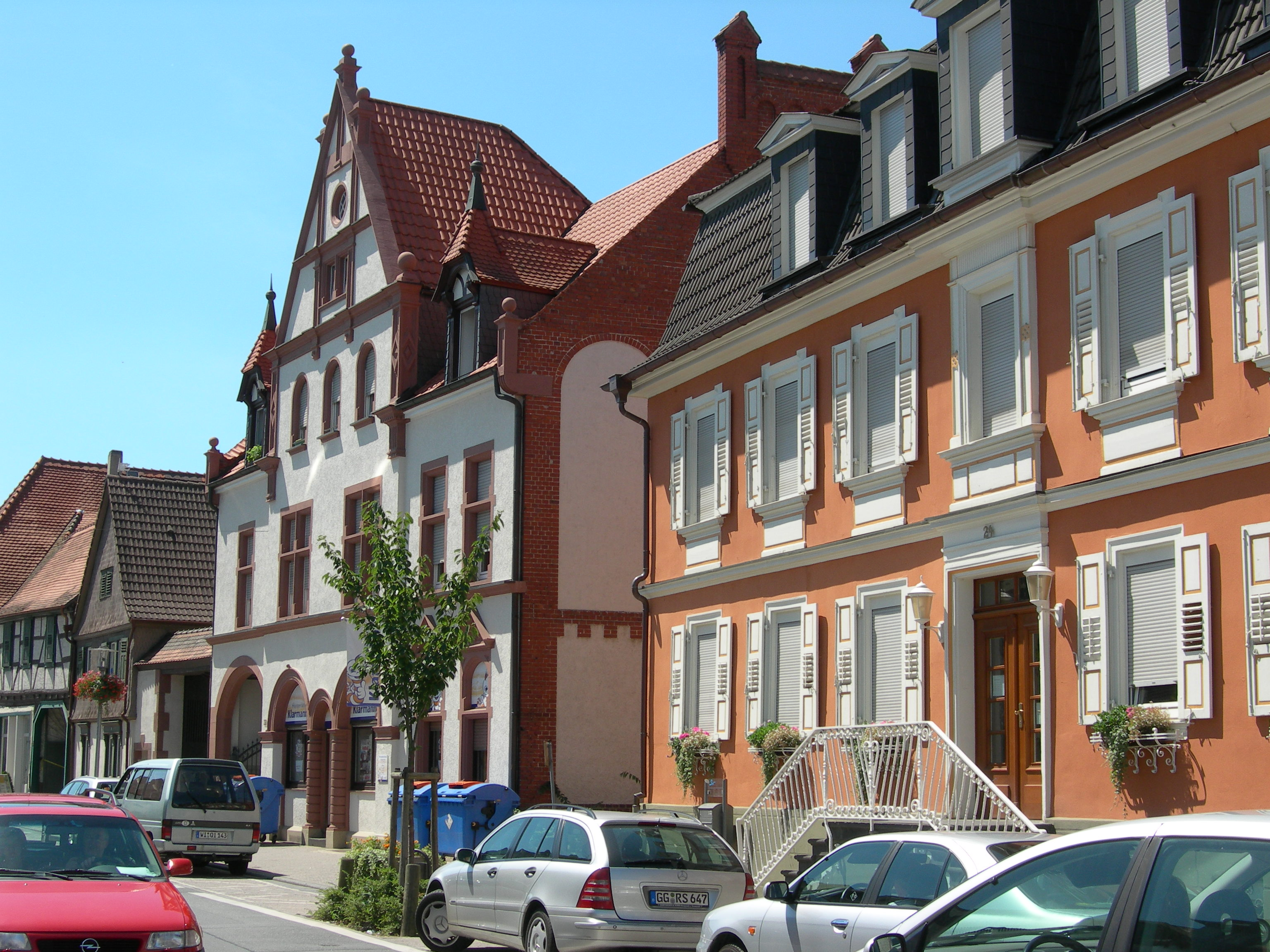
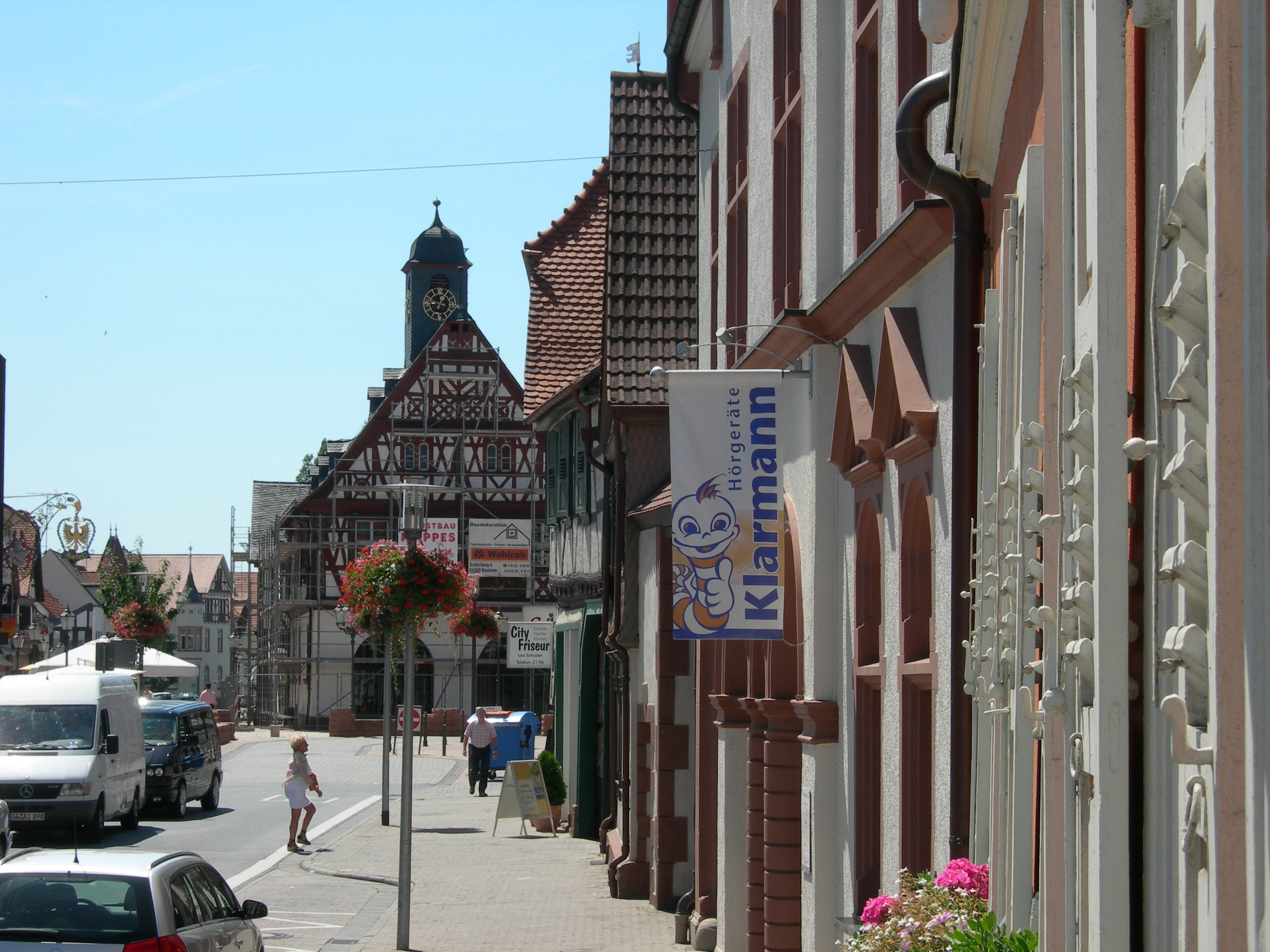